# Bieniewo
Bieniewo (niem. Benern) – wieś w Polsce położona w województwie warmińsko-mazurskim, w powiecie lidzbarskim, w gminie Lubomino.
W latach 1975–1998 miejscowość administracyjnie należała do województwa olsztyńskiego. Wieś znajduje się w historycznym regionie Warmia.

## Historia
Wieś lokowana była w 1316 roku przez biskupa warmińskiego Eberharda na powierzchni 50 włók. Pierwszy proboszcz Wacław wymieniany był tu w dokumencie z 1346 roku.
Bieniewo w znacznym stopniu zostało zniszczone w czasie wojny polsko-krzyżackiej 1519-1521. Kolejny kościół, który konsekrowany był przez biskupa warmińskiego Marcina Kromera w roku 1580, spłonął w roku 1697. Trzecia świątynia poświęcona była przez biskupa warmińskiego Andrzeja Załuskiego w roku 1702. W roku 1784 kościół ten częściowo rozebrano i wybudowano obecny w roku 1798.
Po II wojnie światowej w Bieniewie funkcjonowała szkoła podstawowa.

## Kościół
Przed reformacją parafia Bieniewo należała do archiprezbiteratu orneckiego. Należały do niej wówczas dwa kościoły filialne w Piotraszewie i Wolnicy.
Kościół w Bieniewie położony jest na wzgórzu. Jest to budowla orientowana, salowa, nakryta stropem o zaokrąglonych bocznych odcinkach. Kościół ma kruchtę od południa, zakrystię od północy i wieżę od zachodu. Wieża w przyziemiu wzniesiona z kamieni polnych, wyżej nadbudowana w 1850 roku z cegły, posiada pilastry w narożach. Na wschodnim szczycie kościoła znajduje się sygnaturka zwieńczona kogutkiem z blachy.
Ołtarz główny z końca XVIII wieku wykonany został przez Chrystiana Beniamina Schultza.
Po bokach ołtarza znajdują się rzeźby św. Piotra i św. Pawła. Obrazy ołtarzowe św. Marii Magdaleny i św. Rocha są najprawdopodobniej pędzla Jana Strunge z około 1840 roku.
Ambona jest także z warsztatu Schultza. Chrzcielnica powstała w początkach XIX w. w pracowni Biereichela Młodszego, a jej styl nawiązuje do rokoko. W tym samym stylu są wykonane pod koniec XIX w. chór muzyczny i prospekt organowy.
Z innego wyposażenia kościoła należy zwrócić uwagę na barokowy krucyfiks z połowy XVIII w. wiszący na ścianie południowej oraz z tego samego okresu cykl obrazów 12 Apostołów.

## Demografia
W roku 1783 w Bieniewie było 60 domów.
Liczba mieszkańców: w roku 1818 - 284 osoby, w 1939 - 539, w 1998 - 256.